# A. J. P. Taylor
Alan John Percivale "A. J. P." Taylor, FBA (Birkdale, Lancashire, 25 de marzo de 1906 - Londres, 7 de septiembre de 1990) fue un historiador, periodista y escritor inglés especializado en la diplomacia europea de los siglos XIX y XX. Tanto como periodista y como locutor, se hizo muy conocido por millones de televidentes a través de sus conferencias por televisión. Su combinación de rigor académico y atractivo popular llevó al historiador Richard Overy a describirlo como "el Macaulay de nuestra época".

## Vida

### Primeros años

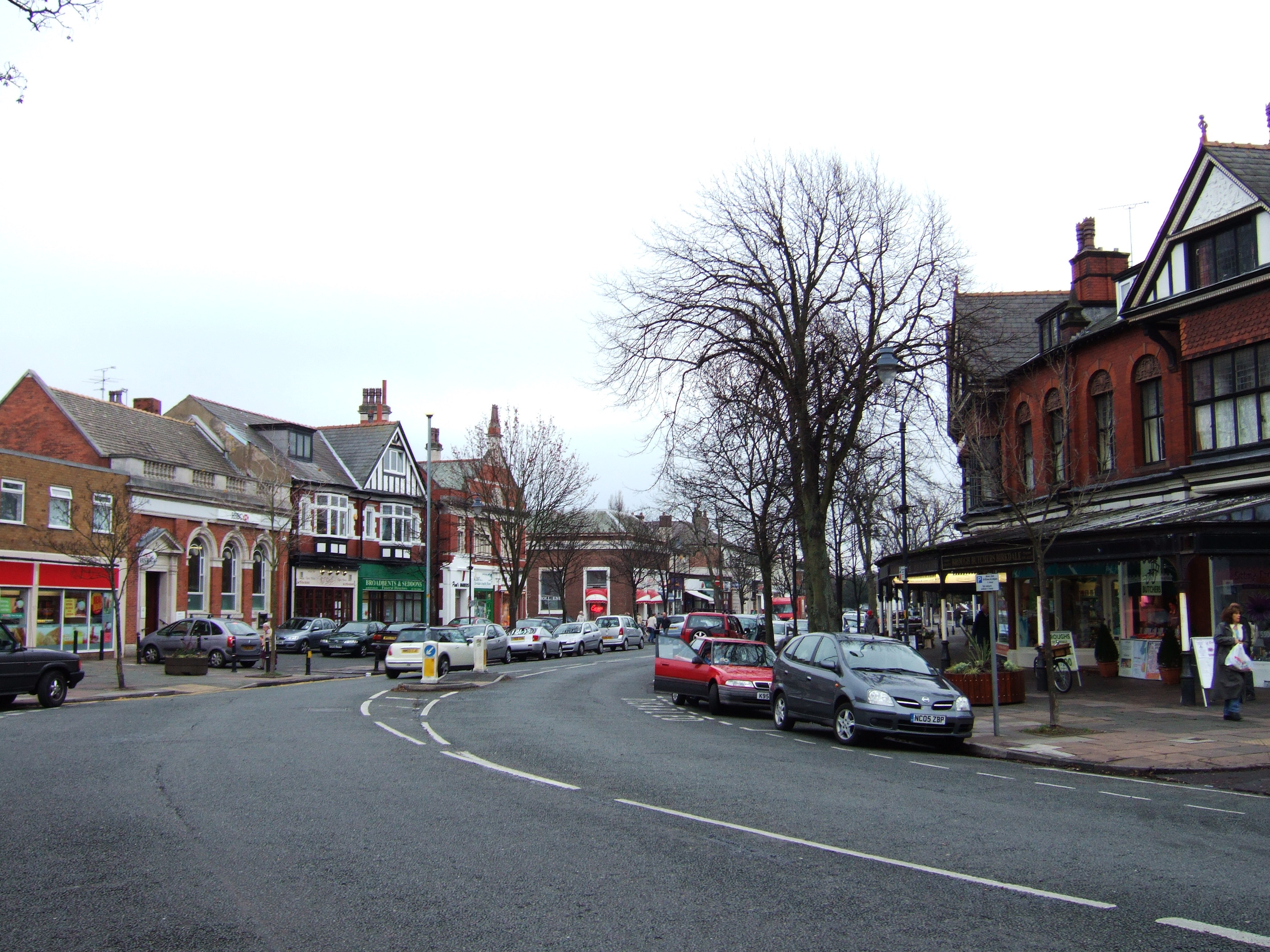
Birkdale, lugar de nacimiento de Taylor.

Taylor nació en 1906 en Birkdale, cerca de Southport, que entonces formaba parte del condado de Lancashire. Sus padres eran ricos y de tendencias izquierdistas, algo que él heredó. Sus padres eran pacifistas, que vocalmente se opusieron a la Primera Guerra Mundial, y enviaron a su hijo a las escuelas Quaker como una forma de protesta contra la guerra. Se educó en varias escuelas del Quaker, incluyendo la Bootham School en York. Geoffrey Barraclough, un contemporáneo en Bootham School, recordó a Taylor como "una estimulante, vital personalidad, violentamente antiburgués y anticristiano". En 1924, se fue al Oriel College, en  Oxford, para estudiar historia moderna.
En la década de 1920, la madre de Taylor, Constance, fue miembro de la Internacional Comunista, mientras que uno de sus tíos era un miembro fundador del Partido Comunista de Gran Bretaña. Constance era una sufragista, feminista y defensora del amor libre que practicaba sus enseñanzas a través de una cadena de relaciones extramaritales, más notablemente con Henry Sara, un comunista que de muchas maneras se convirtió en padre sustituto de Taylor. El propio Taylor fue reclutado en el Partido Comunista de Gran Bretaña por un amigo de la familia, el historiador militar Tom Wintringham, mientras que estaba en el Oriel; fue miembro de 1924 a 1926 y rompió con el partido sobre lo que él considera que es su soporte ineficaz durante la huelga general de 1926. Después de salir, fue un ardiente partidario del Partido Laborista por el resto de su vida, permaneciendo como miembro por más de sesenta años. A pesar de su ruptura con el Partido Comunista, visitó la Unión Soviética en 1925 y, de nuevo, en 1934.

### Carrera académica
Taylor se graduó de Oxford en 1927. Después de trabajar brevemente como empleado judicial, comenzó su trabajo de posgrado y viajó a Viena para estudiar el impacto del movimiento cartista en la Revolución de 1848. Cuando este tema resultó no ser factible, pasó a estudiar la cuestión de la unificación de Italia durante un período de dos años. Esto dio lugar a su primer libro, El problema italiano en la diplomacia europea, 1847-49, publicado en 1934.

### Años en Mánchester
Taylor dio clases de historia en la Universidad de Mánchester de 1930 a 1938. Llegó a vivir con su esposa en primer lugar en un piso sin amueblar (antes de que pudieran obtener una amueblada) en el último piso de una casa del siglo XVIII frente a la entrada del parque Didsbury llamado The Limes en 148 Wilmslow Road, en el extremo sur de Didsbury Village y situado detrás de la calle (que todavía está allí hoy).
Se convirtió en miembro del Magdalen College de Oxford en 1938, cargo que ocupó hasta 1976, y también dio conferencias de historia moderna en Oxford de 1938 hasta 1963. En Oxford fue un orador tan extraordinariamente popular que tenía que dar sus clases a las 8.30 de la mañana para evitar que la sala estuviera demasiado concurrida.
En 1964, cuando Oxford se negó a renovar su mandato como conferenciante en las secuelas de la polémica ocasionada por los orígenes de la Segunda Guerra Mundial, se convirtió en profesor en el Instituto de Investigaciones Históricas en Londres, University College London, y en la Politécnica del Norte de Londres.
Un paso importante en la "rehabilitación" de Taylor era un compendio de artículos organizado en su honor por Martin Gilbert en 1965; fue honrado con dos más Festschriften, en 1976 y 1986. Los Festschriften eran testimonios de su popularidad entre sus antiguos alumnos, como recibir incluso un solo Festschrift es considerado como un honor extraordinario y raro.

### Segunda Guerra Mundial
Durante la Segunda Guerra Mundial, Taylor sirvió en la Guardia Nacional y se hizo amigo de los estadistas emigrantes de Europa del Este, como el expresidente húngaro, el conde Mihály Károlyi y el presidente checoslovaco Dr. Edvard Beneš. Estas amistades ayudaron a mejorar su comprensión de la región. Su amistad con Beneš y Károlyi puede ayudar a explicar su interpretación de usar de ellas, en particular, Károlyi, a quien Taylor retrata como una figura santa. Durante el mismo período, Taylor fue empleado por el Ejecutivo Político de Guerra como experto en Europa Central y frecuentemente habló en la radio y en diversas reuniones públicas. Durante la guerra, se hizo lobby para que el Gobierno británico reconociera a Josip Broz Tito, jefe de los partisanos, como el gobierno legítimo de Yugoslavia.

### Vida personal
Taylor se casó tres veces. Se casó con su primera esposa, Margaret Adams, en 1931 (se divorciaron en 1951) y con ella tuvo cuatro hijos. Durante un tiempo en la década de 1930, él y su esposa compartieron una casa con el escritor Malcolm Muggeridge y su esposa.
Taylor vivió por un tiempo en Disley, Cheshire, donde Dylan Thomas (quien era el amante de su primera esposa) era su invitado; más tarde proporcionó a Thomas una cabaña en Oxford para que pudiera recuperarse de una ruptura. Su segunda esposa fue Eva Crosland, con quien Taylor se casó en 1951 y se divorció en 1974; tuvo dos hijos con ella. Incluso después de divorciarse de Margaret Adams, Taylor continuó viviendo con ella, mientras que mantenía un hogar con Eve. Su tercera esposa fue la historiadora húngara Éva Haraszti, con quien se casó en 1976.

## Trabajos
- El problema italiano en la diplomacia europea, 1847-49 (The Italian Problem in European Diplomacy, 1847–49, 1934)

- La lucha por el dominio en Europa 1848-1918 (The Struggle for Mastery in Europe 1848–1918, 1954)

- Biografía de Bismarck (Bismarck: The Man and the Statesman, 1955)

- Los orígenes de la Segunda Guerra Mundial (The Origins of the Second World War, 1961)

- Historia inglesa, 1914-1945 (English History 1914–1945, 1965)

- El incendio del Reichstag (The Reichstag Fire, 1964)

- Guerra por horarios (War by Timetable, 1969)

- Biografía de Lord Beaverbrook (Biography of Lord Beaverbrook, 1972)

## Jubilación
Taylor fue herido de gravedad en 1984, cuando fue atropellado por un coche mientras cruzaba Old Compton Street, en Londres. El efecto del siniestro dio lugar a su retiro en 1985. En sus últimos años, tuvo que soportar la enfermedad de Parkinson, que lo dejó incapaz para escribir. Su última aparición pública fue en su 80 cumpleaños, en 1986, cuando un grupo de sus antiguos alumnos, incluyendo a Sir Martin Gilbert, Alan Sked, Norman Davies y Paul Kennedy, organizaron una recepción pública en su honor. Memorizó, con considerable dificultad, un breve discurso, que pronunció de una manera que logró ocultar el hecho de que su memoria y la mente habían sido dañadas de manera permanente por la enfermedad de Parkinson.
En 1987, ingresó en un hogar de ancianos en Londres, donde murió el 7 de septiembre de 1990, a los 84 años de edad.

## Más lecturas
- Bosworth, Robert Explaining Auschwitz and Hiroshima: History Writing and the Second World War, 1945–90, London: Routledge, 1993.
- Boyer, John "A. J. P. Taylor and the Art of Modern History" pages 40–72 from Journal of Modern History, Volume 49, Issue 1, March 1977.
- Burk, Kathleen Troublemaker: The Life And History Of A. J. P. Taylor New Haven: Yale University Press, 2000.
- Cole, Robert A. J. P. Taylor: The Traitor Within The Gates London: Macmillan, 1993.
- Cook, Chris and Sked, Alan (editors) Crisis and Controversy: Essays In Honour of A. J. P. Taylor, London: Macmillan Press, 1976
- Dray, William, Concepts of Causation in A. J. P. Taylor's Account of the Origins of the Second World War pages 149–172 from History and Theory, Volume 17, Issue #1, 1978
- Gilbert, Martin (editor) A Century of Conflict, 1850–1950; Essays for A. J. P. Taylor, London, H. Hamilton 1966.
- Hauser, Oswald "A. J. P. Taylor" pages 34–39 from Journal of Modern History, Volume 49, Issue #1, March 1977.
- Hett, Benjamin C. "Goak Here: A. J. P. Taylor and the Origins of the Second World War" pages 257–280 from Canadian Journal of History 32 (#2) 1996.
- Johnson, Paul "A. J. P. Taylor: A Saturnine Star Who Had Intellectuals Rolling In The Aisles" page 31 from The Spectator 300 (#9266) 11 de marzo de 2006.
- Kennedy, Paul "A. J. P. Taylor 'Profound Forces' in History" pages 9–13 from History Today 33 (#3), marzo de 1986.
- Kennedy, Paul "The Nonconformist" pages 109–114 from The Atlantic 287 (#4), abril de 2001.
- Louis, William (editor) The Origins of the Second World War: A. J. P. Taylor And His Critics, New York: Wiley & Sons, 1972.
- Martel, Gordon (editor) The Origins Of The Second World War Reconsidered: A. J. P. Taylor And The Historians London; New York: Routledge, 1986, ed. revisada en 1999.
- Mehta, Ved Fly and Fly Bottle: Encounters with British Intellectuals, London: Weidenfeld & Nicolson, 1962.
- Pepper, F. S., Handbook of 20th century Quotations, Sphere Study Aids, 1984, passim.
- Robertson, Esmonde (editor) The Origins of the Second World War: Historical Interpretations, London: Macmillan, 1971.
- Sisman, Adam A. J. P. Taylor: A Biography London: Sinclair-Stevenson, 1994.
- Smallwood, J. "A Historical Debate of the 1960s: World War II Historiography—The Origins of the Second World War, A. J. P. Taylor and his Critics" pages 403–410 from Australian Journal of Politics and History 26 (#3) 1980.
- Watt, D.C. "Some Aspects of AJP Taylor's Work as Diplomatic Historian" p. 19–33 from Journal of Modern History 49 (#1) marzo 1977.
- Williams, H. Russell "A. J. P. Taylor" from Historians of Modern Europe edited by Hans Schmitt, Baton Rouge: Louisiana State Press, 1971.
- Wrigley, Chris (editor) A. J. P. Taylor: A Complete Bibliography and Guide to his Historical and Other Writings, Brighton: Harvester, 1982.
- Wrigley, Chris (editor) Warfare, Diplomacy and Politics: Essays In Honour Of A. J. P. Taylor, London: Hamilton, 1986.
- Wrighley, Chris 'A. J. P. Taylor: a Nonconforming Radical Historian of Europe" pages 74–75 from Contemporary European History 3  1994.
- Wrigley, Chris J. A. J. P. Taylor—Radical Historian of Europe. London: I. B. Tauris, 2006 (hardcover, ISBN 1-86064-286-1)OCLC 71295901
- "Taylor, A(lan) J(ohn) P(ercivale)" pages 389–392 from Current Biography 1983 editó Charles Moritz, H.W. Wilson Company, New York, US, 1983, 1984.
- "A. J. P. Taylor" pages 564–570 from The Annual Obituary 1990 editó Deborah Andrews, St. James Press, Chicago, Illinois, EE. UU. 1991.